# Recital piosenek (album Sławy Przybylskiej)
Recital piosenek - czwarty album studyjny Sławy Przybylskiej wydany w 1962 roku przez Pronit. Płyta zawierała nagrania artystki dokonane w studio Polskich Nagrań w Warszawie. Album ukazał się w formie 10-calowej płyty gramofonowej

## Lista utworów
Strona a:
1. Wszystko się liczy od ciebie (Piotr Leśnica - Zbigniew Kaszkur, Zbigniew Zapert)
2. Uliczka (Stanisław Młynarczyk - Juliusz Głowacki)
3. Nie chcę być sama (Zygmunt Karasiński - Zbigniew Kaszkur, Zbigniew Zapert)
4. Hawa nagila (trad - Ola Obarska)

Strona b:
1. Batumi (Artemi Ajwazjan - Ola Obarska)
2. Romałe (Cygańska droga) (Marek Sart - Jerzy Ficowski)
3. To wszystko dla ciebie (Pierre Aubar - Juliusz Gardan)
4. Cum gali, gali (lud. - Agnieszka Osiecka)

## Charakterystyka albumu
Płyta Recital piosenek zawiera nagrana Sławy Przybylskiej dokonane w studio Polskich Nagrań w Warszawie zarejestrowane przy akompaniamencie Zespołu Instrumentalnego Adama Wiernika. Album został wydany w 1962 roku nakładem wytwórni Pronit

## Muzycy
- Sława Przybylska - śpiew
- Zespół Instrumentalny Adama Wiernika - akompaniament